# Une nuit (2023)
Une nuit ist ein Filmdrama und ein Liebesfilm von Alex Lutz. Der Regisseur, der auch am Drehbuch mitschrieb, ist darin in einer der beiden Hauptrollen zu sehen. Der Film feierte im Mai 2023 bei den Filmfestspielen in Cannes seine Premiere.

## Handlung
Nach einem Gedränge in einem Zug streiten sich ein Mann und eine Frau unter den amüsierten Blicken der anderen Passagiere. Ihr Wortgefecht ist laut und unterhaltsam für die umstehenden Menschen. Kurz später lieben sich die beiden Fremden in einem Fotoautomat am Bahnhof.

## Produktion

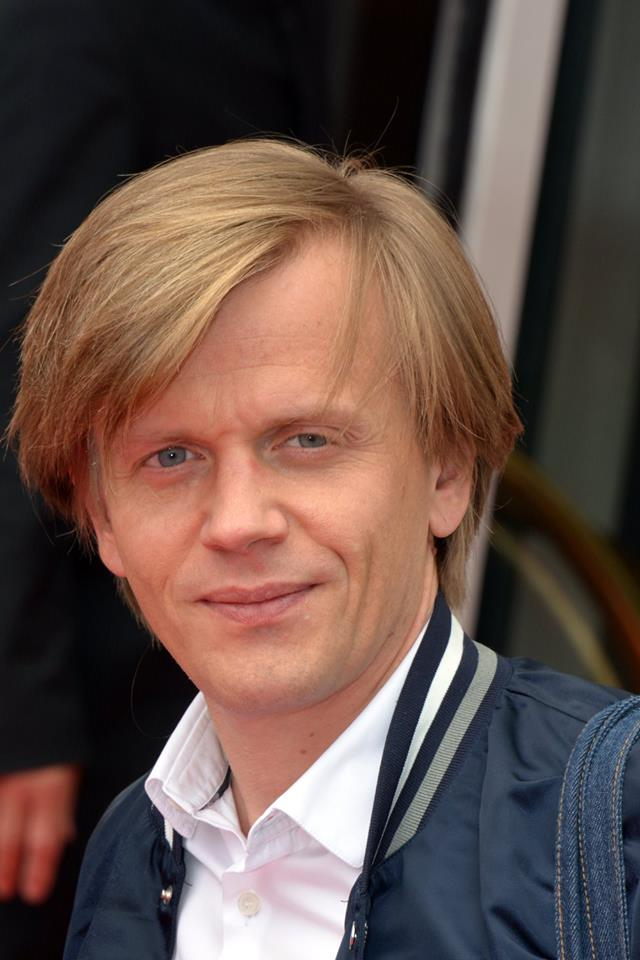
Regisseur Alex Lutz

Regie führte Alex Lutz, der gemeinsam mit Hadrien Bichet und Karin Viard auch das Drehbuch schrieb. Lutz und Viard übernahmen in dem Film zudem die Hauptrollen.
Die Dreharbeiten fanden ab Ende Juni 2022 in Ile-de-France statt. Als Kamerafrau fungierte Éponine Momenceau, die besonders durch ihre Arbeit für das Flüchtlingsdrama Dämonen und Wunder von Jacques Audiard bekannt wurde.
Die Premiere erfolgte am 26. Mai 2023 bei den Filmfestspielen in Cannes, wo er als Abschlussfilm der Reihe Un Certain Regard gezeigt wurde. Im Jahr 2018 wurde dort seine zweite Regiearbeit nach Le talent de mes amis, die Tragikomödie Guy, in der Nebenreihe Semaine internationale de la critique als Abschlussfilm gezeigt. Lutz war in diesem Film in der Titelrolle zu sehen. Der Kinostart in Frankreich erfolgte am 5. Juli 2023. Am 27. Juli 2023 eröffnete Une nuit das Brussels International Film Festival.
Die Filmmusik komponierte Vincent Blanchard, der für seine Arbeit an Guy 2019 mit dem César ausgezeichnet wurde.